# Lalla Meryem Cup
De Lalla Meryem Cup is een golftoernooi voor vrouwen in Marokko, dat deel uitmaakt van de Ladies European Tour. Het toernooi werd opgericht in 1993 en werd pas in 2010 opgenomen op de kalender van de LET. Het vindt telkens plaats op de Golf de l´Ocean in Agadir.
Het toernooi wordt gespeeld in een strokeplay-formule met vier ronden en na de tweede ronde wordt de cut toegepast.
Voor 2010 konden er maximaal 12 deelnemers aan dit toernooi deelnemen. Het toernooi valt al jaren samen met de Hassan II Golf Trofee van de Europese PGA Tour, die altijd in Rabat gespeeld wordt.
In de eerste twee decennia werd het toernooi georganiseerd als de Princess Lalla Meryem Cup.

## Winnaars
- 1993:  Marie-Laure de Lorenzi
- 1994:  Gillian Stewart
- 1995:  Amaia Arruti
- 1996:  Lora Fairclough
- 1997:  Diana Barnard
- 1998:  Sophie Gustafson

- 1999:  Lora Fairclough
- 2000:  Elisabeth Esterl
- 2001:  Marine Monnet
- 2002:  Johanna Head
- 2003:  Johanna Head
- 2004:  Ana Belén Sánchez

- 2005: Geen toernooi
- 2006:  Sophie Sandolo
- 2007:  Gwladys Nocera
- 2008:  Laura Davies
- 2009: niet gespeeld

Als onderdeel van de Ladies European Tour
| Jaar | Naam             | Score | Score | Info                               |
| ---- | ---------------- | ----- | ----- | ---------------------------------- |
| 2010 | Anja Monke       | 208   | –8    | Laatste editie met 12 deelnemers   |
| 2011 | Zuzana Kamasova  | 286   | –2    |                                    |
| 2012 | Karen Lunn       | 272   | –12   |                                    |
| 2013 | Ariya Jutanugarn | 270   | –14   |                                    |
| 2014 | Charley Hull     | 269   | –15   | Won de play-off van Gwladys Nocera |
| 2015 | Gwladys Nocera   | 271   | –13   |                                    |